# Nags Head
Nags Head é uma cidade  localizada no estado norte-americano de Carolina do Norte, no Condado de Dare.

## Demografia
Segundo o censo norte-americano de 2000, a sua população era de 2700 habitantes.
Em 2006, foi estimada uma população de 3054, um aumento de 354 (13.1%).

## Geografia
De acordo com o United States Census Bureau tem uma área de
17,2 km², dos quais 16,9 km² cobertos por terra e 0,3 km² cobertos por água.

## Localidades na vizinhança
O diagrama seguinte representa as localidades num raio de 24 km ao redor de Nags Head.